# Hijra (subcultura)

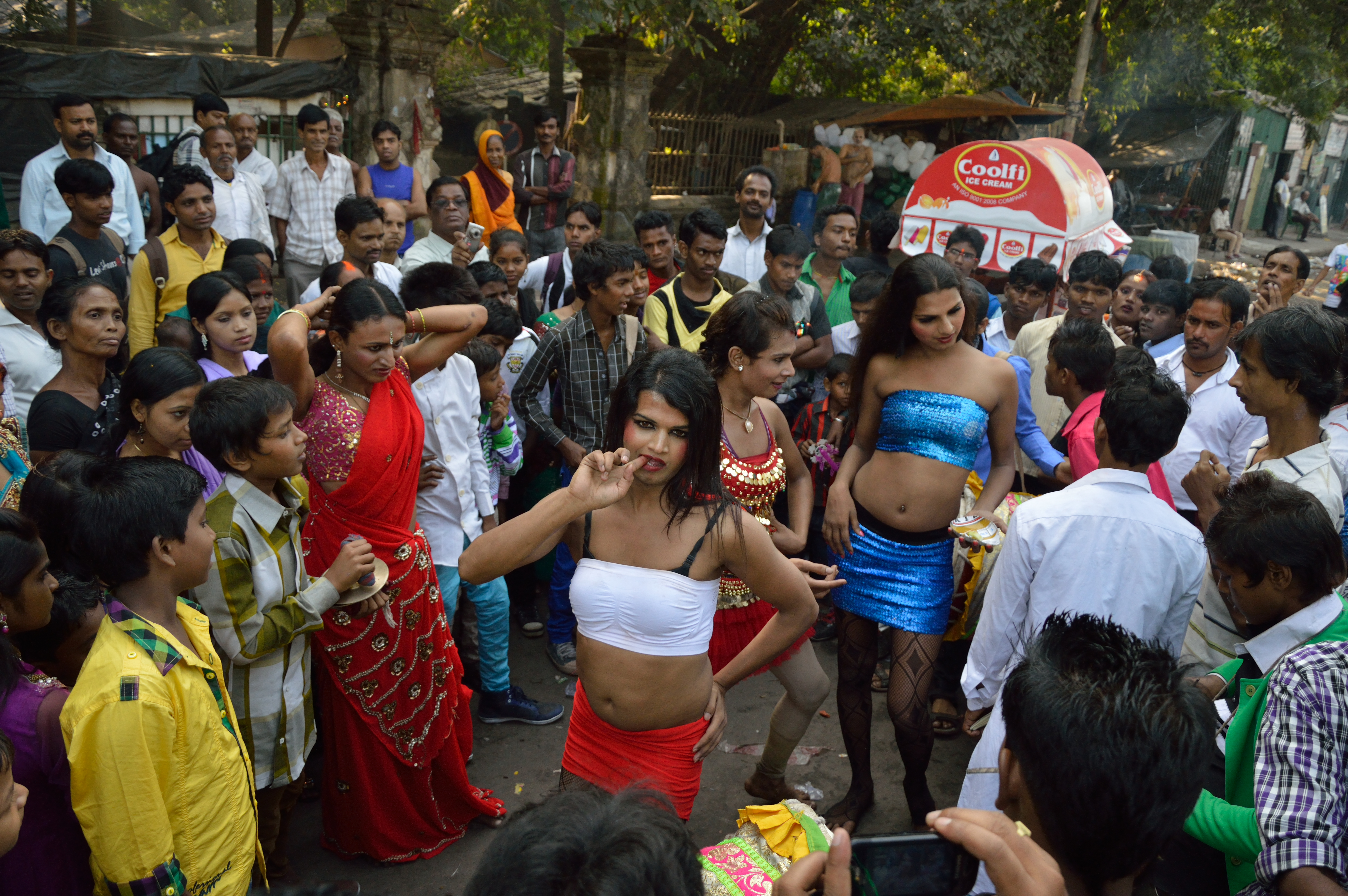
Hijra per le strade di Calcutta in mezzo alla popolazione.

Hijra è uno dei termini maggiormente utilizzati nella cultura dell'Asia meridionale - ma soprattutto in India - per riferirsi a quelle persone che si considerano come transgender o transessuali. In altre regioni le persone transgender sono note anche come Aravani, Aruvani o Jagappa.
In Pakistan gli Hijra si possono identificare col genere maschile o femminile ma anche come un terzo genere. Qui il termine più comunemente usato dagli operatori sociali e membri della comunità transgender è khwaaja Sira (in lingua urdu خواجه سرا) ed è in grado d'identificare l'individuo come una persona transessuale, transgender (khusras), cross-dresser (zenanas) o eunuco (narnbans).
Gli hijra hanno una storia registrata nel subcontinente indiano sin dall'antichità, come suggerito anche dal Kāma Sūtra. Questa storia presenta una serie di ruoli ben noti all'interno delle culture del subcontinente, parte di un'identità di genere 'liminale' ed in parte una "sopravvivenza spirituale".
In Asia meridionale, molti degli hijra vivono in ben definite ed organizzate comunità, guidate da un guru; queste si sono sostenute di generazione in generazione "adottando" giovani ragazzi che sono stati respinti, o che sono fuggiti, dalla loro famiglia di origine in quanto omosessuali. Molti lavorano, per poter sopravvivere, nell'ambito della prostituzione maschile.
La parola " Hijra "è una commistione Urdu-Hindustana e deriva dalla radice semitica araba hjr nella sua accezione di "lasciare la propria tribù," ed è stato preso in prestito in Hindi. L'uso indiano è stato tradizionalmente tradotto in inglese come "eunuchi" o "ermafrodita", dove "l'irregolarità dei genitali maschili è fondamentale per la definizione". Tuttavia, in generale gli hijra sono nati con fisiologia tipicamente maschile, solo pochi essendo nati con variazioni riconducenti all'intersessualità. Alcuni Hijras subiscono un rito di iniziazione nella comunità chiamato nirwaan, che si riferisce alla rimozione di pene, testicoli e scroto.
Dalla fine del XX secolo, alcuni attivisti Hijra e delle organizzazioni non governative (ONG) occidentali hanno fatto pressioni per ottenere il riconoscimento ufficiale della comunità hijra come una sorta di "terzo sesso" o "terzo genere", come creature che non sono né uomo né donna: sono riusciti ad avere il successo sperato ed ottenuto questo riconoscimento in Bangladesh con la priorità in materia di istruzione ed eleggibilità politica. In India, la Corte Suprema nell'aprile 2014 ha riconosciuto le persone transgender come 'terzo sesso' in un'apposita legge.
Nepal, Pakistan, India e Bangladesh hanno tutti legalmente riconosciuto l'esistenza di un terzo genere, anche per quanto riguarda il passaporto e gli altri documenti ufficiali.

## Terminologia

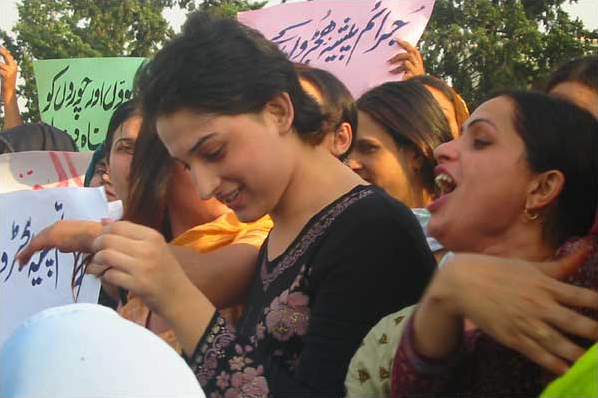
Protesta di Hijra ad Islamabad.

In Urdu e Hindi la parola hijra può alternativamente essere romanizzata come Hijira, hijda, hijada, hijara, hijrah e si pronuncia [ɦɪdʒɽaː]; questo termine è generalmente considerato dispregiativo in urdu e la parola Khwaja Saraa viene più frequentemente usata al suo posto: un altro termine associabile è khasuaa (खसुआ) o khusaraa (खुसरा). In lingua bengali hijra si chiama হিজড়া-hijra, Hijla, hijre, hizra o hizre.
In India del nord è la "Dea trans" Bahuchara Mata che viene adorata dai Pavaiyaa (પાવૈયા). Nell'India meridionale invece, la dea Renuka si crede abbia il potere di cambiare il proprio sesso; i suoi devoti maschi in abiti femminili sono noti come Jogappa: essi svolgono un ruolo simile agli hijra, come l'esser adibiti a danze e canti all'interno delle cerimonie di nascita e durante i matrimoni.
La parola Kothi (o Koti) è comune in tutta l'India, simile al Kathoey della Thailandia, anche se i kothis sono spesso distinti dagli hijra, essendo i primi considerati come uomini femminili o ragazzi che assumono un ruolo femminile, intrattengono rapporti sessuali con gli uomini, ma non vivono in quel tipo di comunità intenzionale che gli hijra di solito si sono costruiti. Inoltre, per quanto riguarda l'eventuale rito di iniziazione, non tutti i kothis hanno subito la procedura di modifica del corpo per diventare un hijra. Altri equivalenti locali includono i Durani (a Kolkata), i Menaka (a Cochin), i Meti in Nepal e gli zenana in Pakistan.
Hijra viene anche usato per essere tradotto in inglese come "eunuchi" o esseri affetti da "ermafroditismo", anche se gli storici LGBT o gli attivisti per i diritti umani hanno cercato di comprenderli nella definizione di transgender.

## Genere e sessualità

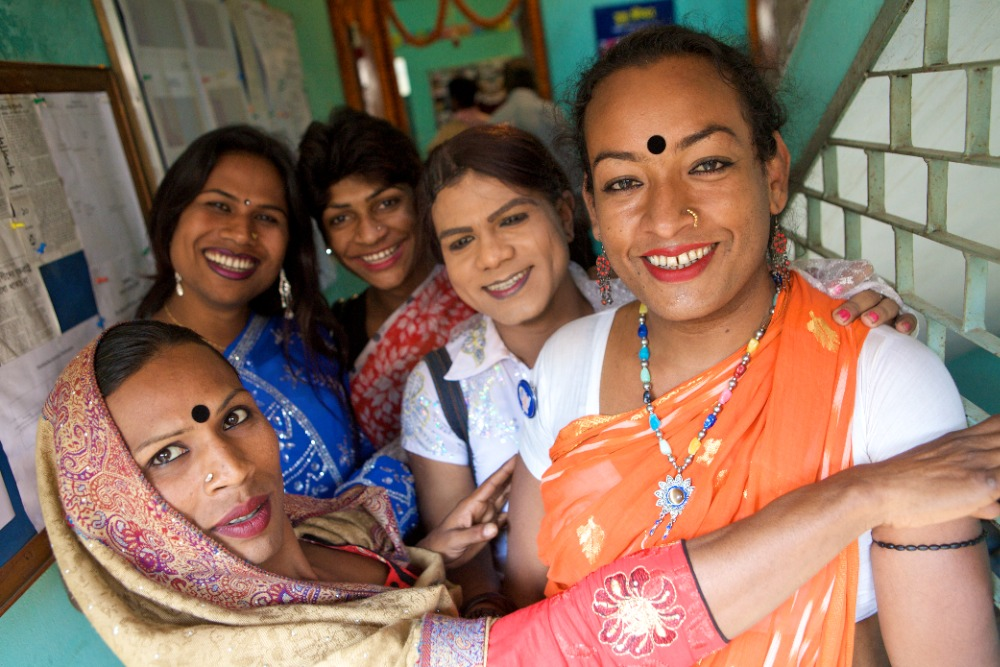
Un gruppo di Hijra del Bangladesh.

Queste identità non hanno alcuna corrispondenza esatta nella moderna tassonomia occidentale di genere e orientamento sessuale, e sfidano le idee occidentali di sesso e genere.
In India, alcuni hijra non definiscono se stessi da uno specifico orientamento sessuale, ma piuttosto ad esempio rinunciando alla sessualità del tutto; l'energia sessuale si trasforma così in un potere sacro. Tuttavia, queste nozioni possono entrare in conflitto con la pratica, in quanto gli hijra, come già accennato, sono spesso impiegati come prostitute.
Inoltre, in India un maschio femminile che prende un ruolo "ricettivo"-passivo all'interno dei rapporti sessuali con un uomo spesso viene identificano come un Kothi (o con un altro termine equivalente nel linguaggio locale). Mentre i kothis sono solitamente caratterizzati da hijra come un'identità di genere a parte, spesso si vestono come le donne e agiscono in modo femminile, negli spazi pubblici, anche usando un linguaggio femminile per riferirsi a se stessi e agli altri. I partner abituali di hijra e kothis sono uomini che si considerano eterosessuali in quanto sono quelli che penetrano, assumono pertanto il ruolo attivo.
Questi partner maschili sono spesso sposati, e le eventuali relazioni intrattenimenti sessuali con i "kothis" o gli hijra sono generalmente tenuti segreti dalla stragrande maggioranza degli individui. Alcuni hijra possono formare relazioni con gli uomini e anche sposarsi, anche se il loro matrimonio non è di solito riconosciuto dalla legge o dalla religione. Gli hijra e i kothis spesso hanno un nome per indicare questi partner sessuali o romantiche relazioni maschili; per esempio, panthi in Bangladesh, giriya a Delhi o Sridhar a Cochin

## Status sociale e condizioni economiche

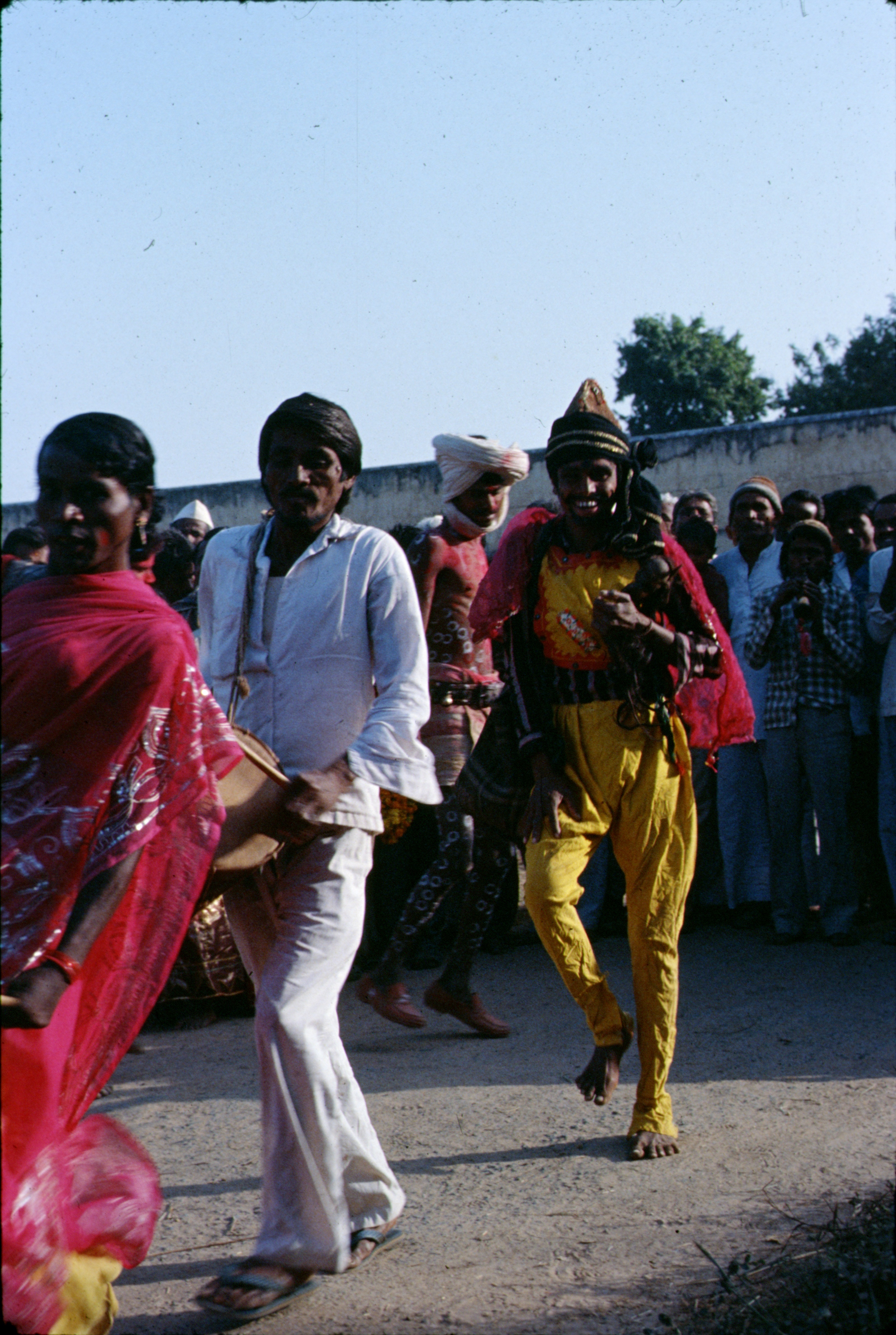
Tradizionale danza di Hijra in Gujarat.

La maggior parte degli hijra vive ai margini della società con uno status molto basso; la stessa parola "hijra" viene talvolta usata in modo dispregiativo. L'avvocato e scrittore indiano Rajesh Talwar ha scritto un libro che evidenzia le violazioni dei diritti umani subite dalla comunità intitolata. Poche opportunità di lavoro sono disponibili per gli hijra. Molti ottengono il loro reddito dall'estorsione, dalle esibizioni in cerimonie (toli), dall'accattonaggio (dheengna), o dalla prostituzione (raarha) - un'occupazione degli eunuchi registrata anche in tempi pre-moderni. La violenza contro gli hijra, in particolare le prostitute hijra, è spesso brutale e si verifica in spazi pubblici, stazioni di polizia, prigioni e le loro case. Come con le persone transgender in gran parte del mondo, devono affrontare una discriminazione estrema in termini di salute, alloggio, istruzione, impiego, immigrazione, legge e qualsiasi burocrazia che non sia in grado di inserirli in categorie di genere maschile o femminile.
In uno studio sugli hijra del Bangladesh, i partecipanti hanno riferito di non essere autorizzati a cercare assistenza sanitaria presso le camere private dei medici e di subire abusi se si recano negli ospedali del governo.
A partire dal 2006, gli hijra sono stati ingaggiati per accompagnare i funzionari delle entrate della città di Patna per raccogliere le tasse non pagate, ricevendo una commissione del 4%.
Poiché la Corte suprema indiana ha nuovamente criminalizzato il sesso omosessuale il 13 dicembre 2013, c'è stato un forte aumento delle violenze fisiche, psicologiche e sessuali contro la comunità transgender da parte del servizio di polizia indiano.
Il 15 aprile 2014, nella National Legal Services Authority contro Union of India, la Corte Suprema dell'India ha stabilito che le persone transgender dovrebbero essere trattate come una terza categoria di genere o come una classe socialmente ed economicamente "arretrata" con diritto ad accesso proporzionale e rappresentanza nell'istruzione e nel lavoro.
Il 6 settembre 2018, la Corte Suprema ha annullato la legge che criminalizzava il sesso omosessuale.

## Lingua
La comunità hijra, per il posto peculiare assunto nella società sub-continentale, che ha comportato la marginalizzazione sociale, ha sviluppato un linguaggio segreto chiamato farsi hijra; questo ha una struttura della frase liberamente ispirato all'urdu ed un vocabolario unico di almeno mille parole. Al di là delle aree urdu-hindi del subcontinente il vocabolario parlato è ancora quello utilizzato dalla comunità hijra all'interno delle loro lingue native.

## Storia
L'antico manuale sessuale denominato Kāma Sūtra menziona la prestazione di fellatio svolta da persone femminili di un terzo sesso (Tritiya prakriti). Questo passaggio è stato variamente interpretato come un riferimento agli uomini che desideravano altri uomini, i cosiddetti eunuchi ("quelli travestiti da maschi, e quelli che sono mascherati come femmine"), maschio e femmina travestiti ("il maschio assume l'aspetto di una femmina e la femmina assume l'aspetto del maschio"), o due tipi di maschi biologici, uno vestito come una donna, l'altro come un uomo.

## Nei film e in letteratura

### Documentari
- Jareena, Portrait of a Hijda (1990)
- Ladyboys (1992)
- Bombay Eunuch (2001)
- The Hijras: India's Third Gender (2001)
- India's Ladyboys (2003)
- Between the Lines: India's Third Gender (2005)
- Middle Sexes (HBO documentary includes segment on modern Hijda) (2005)
- Shabnam Mausi (2005)
- The Hijras of India (BBC radio documentary)
- Kiss the Moon (2009)
- Call me Salma (2009)
- Mohammed to Maya. also titled Rites of Passage (2012)

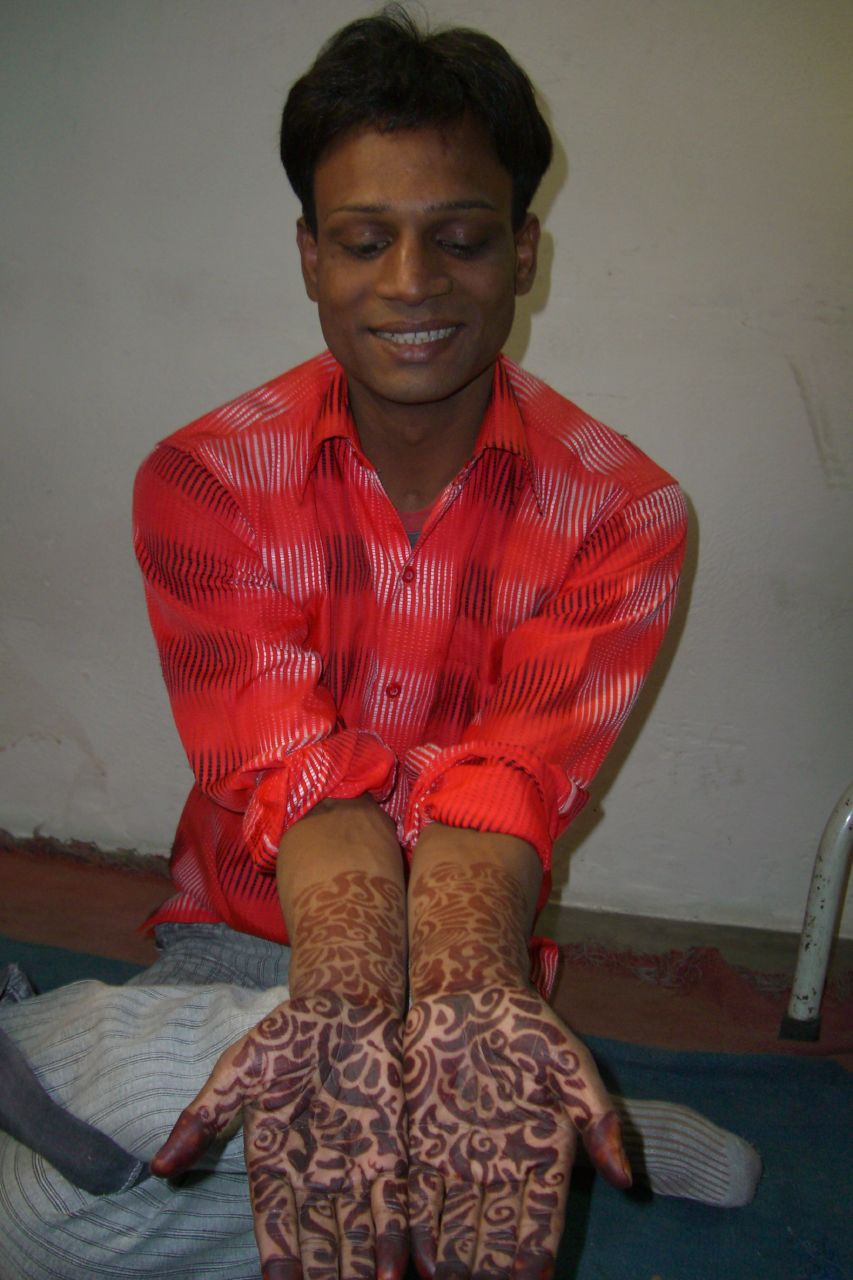
Un attivista Hijra con le braccia ricoperte di tatuaggi.

### Ulteriori letture
- Basim Usmani. " Pakistan to register "third sex" hijras." The Guardian.
- Jami, Humaira. "Condition and Status of Hijras (Transgender, Transvestites, etc.) in Pakistan." Country Report, Quaid-i-Azam University.
- Kugle, Scott. Sufis & Saints' Bodies: Mysticism, Corporeality & Sacred Power in Islam. University of North Carolina Press, 2007.
- Pamment, Claire. "Hijraism Jostling for a Third Space in Pakistani Politics," The Drama Review 54, no. 2 (2010): 29-48.
- Jaffrey, Zia. "The Invisibles: A Tale of the Eunuchs of India." Vintage, 1998.

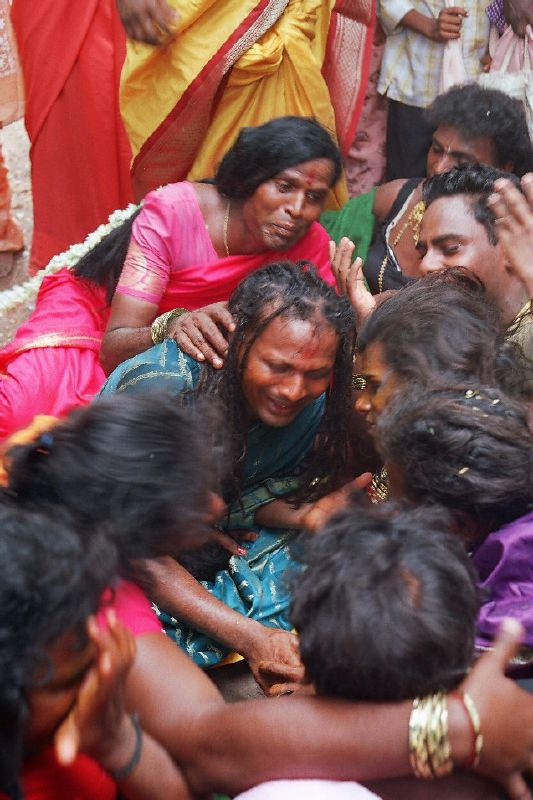
Le "spose" transgender del dio Aravan piangono la sua morte.